# Uz (Rumänien)
Der Uz (ungarisch Úz) ist ein rechter Nebenfluss des Trotuș (ungarisch Tatros) in Rumänien.
Er entspringt im Ciuc-Gebirge (Munții Ciucului) – ein Gebirgszug der Ostkarpaten –, fließt im Kreis Harghita und bei der Kleinstadt Dărmănești im Kreis Bacău, mündet er östlich der Nationalstraße 12A und der Bahnstrecke Sfântu Gheorghe–Siculeni–Adjud in den Trotuș.
1973 wurde der Uz durch einen 84 Meter hohen und 507 Meter langen Staudamm (⊙) aufgestaut. Am Stausee führt die Kreisstraße (Drum județean) DJ 123 entlang.